# Wrottesley (cràter)
Wrottesley és un cràter d'impacte de la Lluna que està unit a la vora oest-nord-oest del cràter més gran Petavius, i es troba a la vora sud-est de la Mare Fecunditatis. Es troba a la part sud-est de la Lluna i apareix una mica esbiaixat quan es veu des de la Terra.

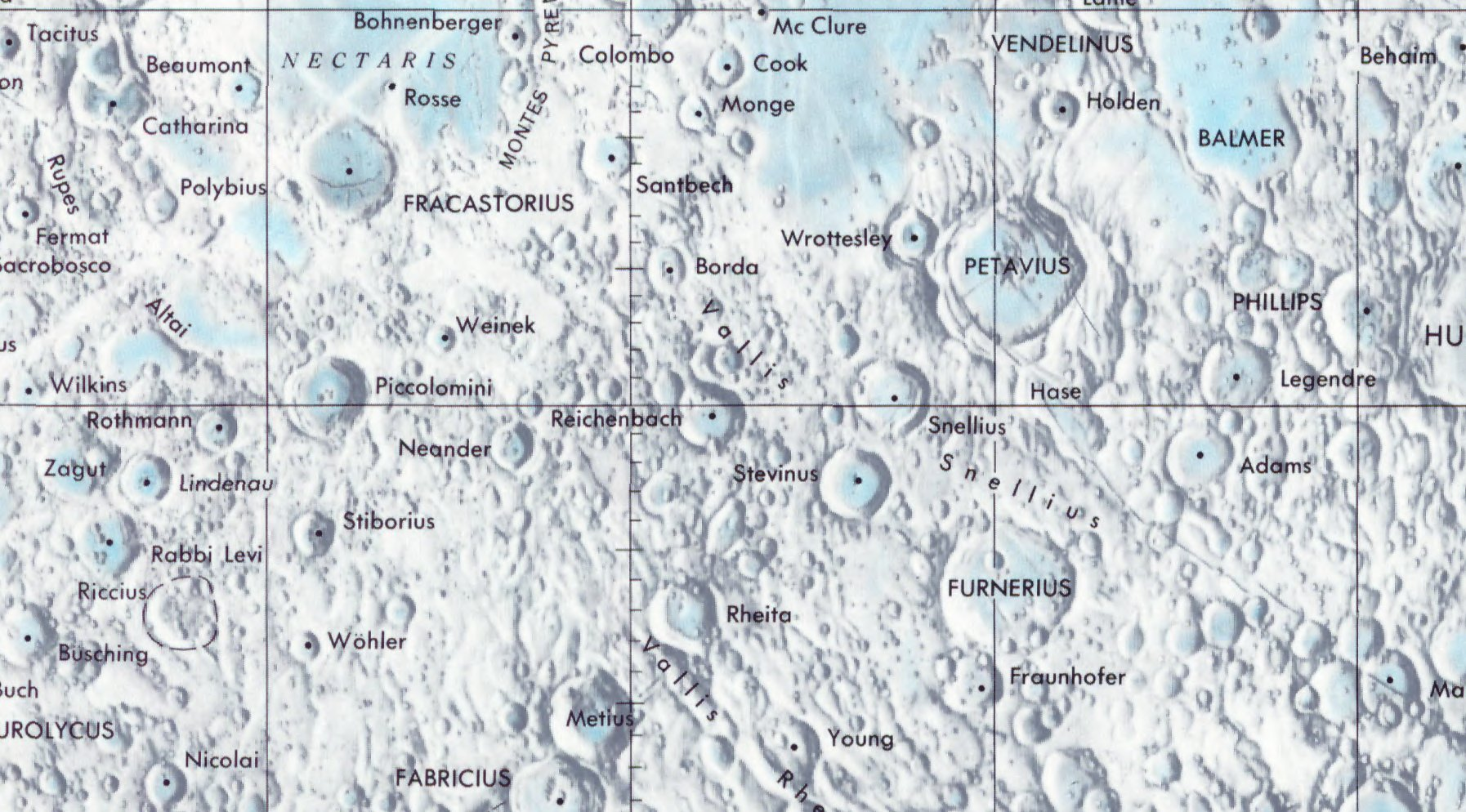
Localització de Wrottesley (centre de la imatge)
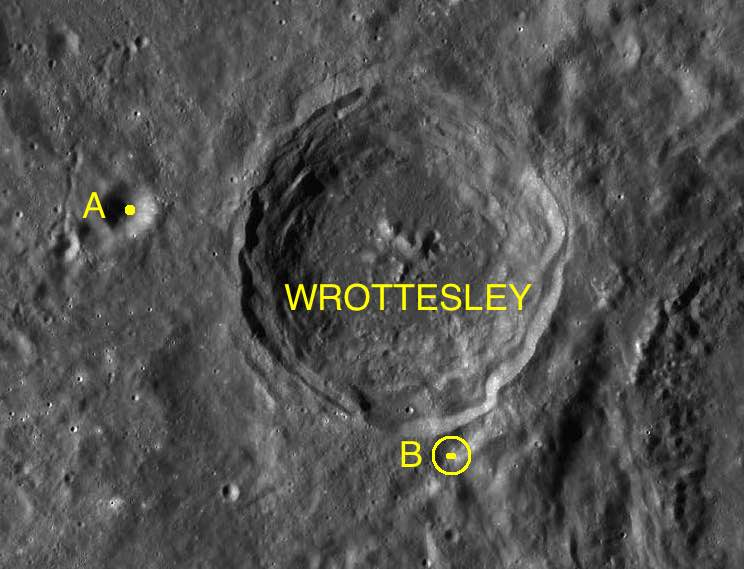
Cràters satèl·lits

El cràter és gairebé de forma circular, amb una petita protuberància cap al sud i un sistema de talussos amb terrasses que recobreixen les parets interiors. La paret exterior posseeixen unes rampes moderades que es fusionen amb les del veí cràter Petavius a la meitat sud-est. El sòl interior és gairebé pla, excepte per una formació de pic central que s'eleva en el punt mig de l'interior.

## Cràters satèl·lits
Per convenció aquests elements són identificats en els mapes lunars posant la lletra en el costat del punt central del cràter que està més proper a Wrottesley.
| Wrottesley | Coordenades                          | Diàmetre |
| ---------- | ------------------------------------ | -------- |
| A          | 23° 30′ S, 54° 54′ E / 23.5°S,54.9°E | 10 km    |
| B          | 24° 48′ S, 56° 42′ E / 24.8°S,56.7°E | 10 km    |